# Krystyna Wyhowska
Krystyna Wyhowska z d. Vinel (ur. 27 sierpnia 1919 w Wilnie, zm. 20 stycznia 2008 w Warszawie) – polska dziennikarka i publicystka.
Studiowała na Wydziale Filologii Polskiej Uniwersytetu Warszawskiego (1952–1955). Od 1956 do 1997 r. pracowała w „Życiu Warszawy”, publikując tam liczne felietony i cykle publicystyczne, reportaże, wywiady, poświęcone sprawom kulturalno-społecznym. W latach 1968–1972 była korespondentką „Życia Warszawy” i Polskiej Agencji Interpress w Rumunii.
Otrzymała Krzyż Kawalerski Orderu Odrodzenia Polski oraz liczne nagrody dziennikarskie. Członek Stowarzyszenia Dziennikarzy RP.
Jej mąż, Andrzej Wyhowski (zm. 1991) był prawnukiem Stanisława Moniuszki, dziennikarzem, m.in. redaktorem naczelnym Redakcji Krajowej PAP. W 2002 r. pamiątki związane z kompozytorem i jego rodziną, znajdujące się w archiwum Krystyny i Andrzeja Wyhowskich zostały przekazane do założonego w XIX wieku przez Moniuszkę Warszawskiego Towarzystwa Muzycznego.
Mieszkała w Warszawie, w dawnym domu pracowników PAP przy ul. Odolańskiej 23.